# Afrixalus orophilus
Afrixalus orophilus és una espècie de granota de la família dels hiperòlids que viu a Burundi, República Democràtica del Congo, Ruanda i Uganda.
Està amenaçada d'extinció per la pèrdua del seu hàbitat natural.